# Kléla
Kléla è un comune rurale del Mali facente parte del circondario di Sikasso, nella regione omonima.
Il comune è composto da 14 nuclei abitati:
- Djirigorola
- Dougoumousso
- Douna-Ouna
- Kléla
- Kong-Kala
- Loutana
- Maro
- Nantoumana
- Siani
- Tinzanadougou
- Touroumadié
- Yaban
- Zérélani
- Zoumanadiassa